# Cyrtisiopsis melleus
Cyrtisiopsis melleus is een vliegensoort uit de familie van de Mythicomyiidae. De wetenschappelijke naam van de soort is voor het eerst geldig gepubliceerd in 1856 door Loew, oorspronkelijk geplaatst in het geslacht Platypygus.